# Jack Sock
Jack Sock, född den 24 september 1992 i Lincoln, Nebraska, är en amerikansk tennisspelare.
Han tog OS-brons i herrdubbel i samband med de olympiska tennisturneringarna 2016 i Rio de Janeiro. Han tog även OS-guld i mixeddubbel i samma mästerskap.